# Omar Ali Saifuddin II
Paduka Sultan Seri Omar Ali Anak Hafsah ibn Sultan Muhammad Jalilul I Saifuddin II (Bandar Seri Begawan, 3 febbraio 1799 – Bandar Seri Begawan, 20 novembre 1852) fu il 23º sultano del Brunei dal 1829 fino alla sua morte. Il suo regno vide la progressiva destabilizzazione del sultanato causata dall'intervento di Sir James Brooke che ottenne la sovranità su Sarawak.

## Biografia

### Crisi di successione
Sua Altezza Omar Ali Saifuddin, casata Bolkiah, discendente della nobilissima famiglia dei Pengiran (talora anche “Pangeran”), era nipote di due sultani: Mohammad Tajuddin e Muhammad Kanzul Alam. La sua famiglia vantava inoltre parentele con i sultani di Sambas, da sempre legati alla dinastia regnante del Brunei; un suo parente, Muhammad Ali Saifuddin, fu infatti sultano di Sambas fino al 1828. Sua madre Raja Isteri Anak Noralam Sri Sultan Kanzul Alam era inoltre una discendente diretta del sovrano bruneiano Hakkul Abdul Mubin, ed era nota come "la più bella principessa del Brunei", ambita da tutti gli uomini di corte.
Saifuddin aveva cinque anni e un fratello ancora in grembo quando suo padre, il sultano, trapassò dopo soli nove mesi di governo per una malattia fulminante. Con la morte Muhammad Jamalul Alan I nel 1804 spettava a lui il regno, tuttavia era ancora in minore età e la sua nomina aveva la strenua opposizione di Mohammed Alam. Così divenne sultano per la seconda volta Tajuddin, che per la tarda età fu sostituito nelle sue funzioni dal fratello minore Kanzul Alam come Reggente dei Brunei. Con la morte di Tajuddin nel 1807 Alam salì al trono e nel 1826 nominò (secondo molte versioni illecitamente) suo successore il figlio e Reggente Pengiran Anak Muhammad Alam, detto "Raja Api" (cioè "Re fuoco") per il suo temperamento brutale. Tuttavia entrambi i simboli del sultano, il Kris Si Naga e la Mahkota (corona), erano ancora custoditi da Omar Ali Saifuddin.
La mossa del sovrano e la politica spietata del figlio ferirono l'orgoglio degli altri famigliari, preoccupati anche perché quest'ultimo stava guadagnando sempre più potere pur essendo largamente impopolare per la sua crudeltà. Secondo l'albero genealogico dei Brunei del 1986, Muhammad Alam divenne addirittura a sua volta sultano dal 1825-6 al 1828, quando il padre era ormai anziano e malato (o forse morto). Il titolo non gli è universalmente riconosciuto "de iure" (sebbene si contino in ogni caso 29 sultani) ma è indice di quanto fosse influente a quel tempo.
Sdegnato poiché il fratello era riuscito a rubargli il trono, Raja Pengiran Muda Hashim, il Primo Ministro, lasciò per un anno il Brunei. Secondo le fonti dell'epoca:
“Pengiran Muda Bandahara Hashim era noto per la sua tolleranza zero. Non si sa cosa accadde, ma l’emissario lasciò il Brunei senza spiegare le sue intenzioni. In quel tempo comunque, nel 1826 il sultano Mohammad Kanzul Alam era molto malato e dunque suo figlio, Pengiran Muda Muhalammad Alam, sfruttò l’opportunità per domandargli il trono. Il sultano accettò ma non poté consegnargli il Kris Si Naga e la corona in quanto appartenevano ad Omar Ali Saifuddin, in ottemperanza all’accordo tra il sultano Muhammad Kanzul e suo fratello Muhammad Tajuddin nel 1806. (…) Comunque vada, tra il 1823 e il 1826 Muhammad Alam aveva già piena autorità sugli affari del Brunei mentre suo padre non poteva intervenire.”
Questa fonte in particolare sostiene la teoria di un presunto "accordo" tra Tajuddin e Kanzul Alam nel 1806, secondo cui Kanzul sarebbe dovuto rimanere Reggente ma senza salire al trono. Accordo che poi lui avrebbe infranto due volte, arrivando a nominare il figlio suo successore. Tuttavia, esistono diverse versioni dell'accaduto e non si può risalire a quella corretta.

### Salita al trono
Nel 1825 Saifuddin reclamò finalmente il trono, supportato dalla maggior parte dei nobili. Il Kris Si Naga in possesso di sua madre rafforzava questa pretesa.
Nel frattempo la tensione aumentava, anche perché il governatore della regione del Brunei Pehin Dato Perdana Menteri aveva fatto scoppiare una ribellione in città. Saifuddin rimase al sicuro a Keingaran per evitare la rappresaglia di Muhammad Alam, che aveva intenzione di eliminare lui e sua madre.
Con una mossa inaspettata, il sultano Muhammad Alam si dimise nel 1828 onde evitare una sanguinosa crisi di successione. Sua sorella nonché madre di Saifuddin, Raja Nur Alam detta "Raja Isteri", potente regina del Brunei nel 1824-6, colse l'occasione per accusarlo di tradimento e apostasia. "Raja Api" fu processato e condannato a morte per strangolamento nel forte di Pulau Cermin nel 1828, mentre suo padre mantenne il trono fino all'anno successivo e morì nel 1831. Secondo una fonte dell'epoca "Raja Api", una volta scoperto che lo avevano condannato alla pena capitale per colpa di "Raja Isteri", si mise volontariamente il cappio al collo e s'impiccò. Secondo altre versioni fu garrottato da sicari inviati da "Raja Isteri".
Una fonte a posteriori riporta inoltre che: “Saifuddin tornò da Keingaran alla Città del Brunei e fu formalmente investito con il Kris Si Naga, che sua madre aveva segretamente nascosto in suo possesso fino ad allora, il 15 febbraio 1826, ma non formalmente incoronato come Yang di-Pertuan (sovrano).”
Questo significherebbe che Saifuddin, la cui madre Pengiran Noralam aveva tenuto nascosto il Kris Si Naga fino a quel momento, era già stato riconosciuto (in segreto) come futuro sultano dalla nobiltà di corte e perciò veniva tramato un complotto alle spalle di "Raja Api"; tuttavia esistono diverse versioni dell'accaduto e molte sono discordanti. Non si sa dunque se Saifuddin avesse preso parte di persona al rovesciamento di Muhammad Alam o se avesse assistito passivamente, limitandosi a reclamare il trono.
In ogni caso nel 1828 l'erede apparente al trono Raja Pengiran Muda Hashim, zio di Saifuddin, rinunciò al titolo in favore del nipote sia per l'età avanzata che per evitare una nuova crisi. Questo a patto che gli venisse confermato l’incarico di Principale Ministro del sultanato, che aveva sempre gestito egregiamente venendo dunque apprezzato da popolo e nobili.
Saifuddin II divenne sultano nel 1828, venendo riconosciuto ufficialmente solo l'anno successivo, e fu incoronato nel 1830.
«Frank Marryat's book Borneo & the Indian Archipelago: "At the death of the late sultan, Muda Hassan (sic) was the heir-apparent to the throne, but he resigned in favour of his nephew, retaining the office of prime minister or Bendahara, which office he had held during the former reign, not only to the satisfaction of the sultan, but also of the people, with whom he was deservedly a great favourite."».

### La crisi di Sarawak
Nei primi anni del sultanato Saifuddin cercò ambiziosamente di stringere il controllo sulla regione di Sarawak, soprattutto dopo che erano state scoperte nuove miniere di oro e antimonio e che il commercio stava fiorendo nella zona. Le miniere, tuttavia, erano gestite tramite lavori forzati e in condizione pessime a causa della feroce gestione del governatore di Sarawak, il viceré Raja Pengiran Indera Mahkota, discendente dei sultani di Brunei e Sambas e membro di entrambe le famiglie reali. Questi (peraltro cugino di Saifuddin II) viene descritto nelle cronache come un “uomo duro e cinico”, che schiavizzava i nativi, suscitando grande malumore. Era però anche “estremamente scaltro e abile”, lo stesso Brooke dirà poi di lui: “His education has been more attended to than others of his rank. He both reads and writes his own language, and is well acquainted with the government, laws , and customs of Borneo."
Ma la situazione era intollerabile. Fu così che scoppiò una rivolta: i feroci guerrieri Daiacchi insorsero, coadiuvati dalle forze anti-Brunei di Bidayhus e Malesia e dalla nobiltà locale. A comandarli era Datu Patinggi Ali, nipote dell’ex signore di Sumatra Datu Undi o Raja Jarom, che si era stabilito sul fiume Samarahan nel 1831 diventando il capo dei Malesi di Sarawak ed era un fortissimo oppositore del sultanato.
Saifuddin, scartata l'ipotesi di chiedere aiuto al potente esercito di Sambas per evitare ingerenze olandesi, fu dunque costretto ad inviare Raja Hashim come suo emissario in Sarawak per restaurare l’ordine, nel 1835. Hashim, tuttavia, al suo arrivo non fu accolto personalmente da Indera Mahkota, che in qualità di governatore preferì aspettare nella Sala delle Udienze.
Tuttavia nei primi tre anni non successe nulla, con poco o nessun progresso da entrambe le parti. Anche perché, secondo le cronache, Hashim e Mahkota non si incontrarono mai di persona, segno che una certa tensione si stava sviluppando tra i due Raja. In quelli anni però la ribellione si estese, a tal punto che i Brunei vennero largamente coinvolti e che lo stesso Saifuddin fu costretto alla fuga dal palazzo reale.
"Mahkota, the Sultan appointed viceroy and cousin of Saifuddin, was an harsh man. He sacked the local people and forced them to work in mines as slaves. Hence the uprising. (...) Even after the arrival of Raja Muda Hashim almost nothing happened for years, with both sides making little progress. Also the two Rajas did not see eye to eye and a certain tension developed between them. (...) In fact, Raja Mahkota feared his power on Sarawak became smaller and weaker."
Nel frattempo giungeva a Sarawak l’avventuriero inglese James Brooke, ancorato a Kuching il 15 agosto 1839 dopo aver percorso l’intero fiume con la prodigiosa cannoniera “Royalist”. Costui era accorso poiché aveva sentito voci della grande ospitalità di Raja Hashim verso gli occidentali, ad esempio quando, anni prima, aveva fatto salvare da un naufragio degli avventurieri britannici e aveva regalato loro navi per tornare a Singapore (Brooke incontrò alcuni di quei marinai nel 1838). Inoltre, Brooke voleva conoscere il favoloso Borneo e consegnare ad Hashim una lettera di ringraziamento da parte di Mr. Bonham, governatore inglese del Borneo, per un servigio resogli.
L’incontro tra Brooke e il Raja è così descritto:
“His appearance was not imposing but his manners were a pattern of courtesy and he maintained a certain shabby dignity. He returned the Royalist's salute of 21 guns with a salute of 17 and received his visitor with some pomp in the palm-leaf shed which went by the name of audience hall"
Nonostante l’affabilità del Raja, Brooke declinò per non restare coinvolto e partì nuovamente per Singapore. Tuttavia, dopo un soggiorno in Inghilterra, fece ritorno a Sarawak nell’agosto 1841 con la Royalist e numerose forze di terra dell’Esercito Britannico Cinese, accettando la pressante offerta di Raja Hashim: se fosse riuscito a sconfiggere i ribelli, avrebbe addirittura sostituito Indera Mahkota come governatore. Offerta che Hashim non poteva mantenere ma che si azzardò ad offrire.
Grazie alla superiorità militare e ai potenti cannoni Brooke non ebbe difficoltà a sedare la rivolta, riottenendo il controllo del Brunei e restaurando Saifuddin II sul suo trono. Datu Patinggi Ali, il capo dei ribelli, si arrese e accettò di servire Brooke solo se i Pengiran del Brunei non avessero perseguitato la sua gente. Il 24 settembre 1841 Raja Hashim firmò un trattato di resa per il fiume Samarahan, Kuching e Tanjung Dato, conferendo al generale Charles il Sinian e a Brooke il titolo di nuovo Governatore di Sarawak, come aveva promesso. Raja Indera Mahkota, assediato nel suo palazzo da Brooke, fu costretto a lasciare l’incarico e a ritirarsi.
Secondo il diario di Brooke, una volta sedata la ribellione, Pengiran Muda Hashim avrebbe levato la spada e giurato solennemente di tagliare a metà chiunque si fosse opposto alla nomina di Brooke a Governatore. Tuttavia, le cronache dell’epoca mostrano che a costringere e poi far fuggire Mahkota e i suoi seguaci fu in realtà l’esercito di Brooke con i suoi cannoni, anche perché Hashim non aveva il potere di rimuovere dall’incarico Mahkota, anch’egli parente del sultano e da lui stesso nominato.
Saifuddin II stesso ricevette Brooke a palazzo il 18 settembre 1842 e ufficializzò la nomina, dichiarando Brooke “Raja” di Sarawak in cambio di una tassa di 2500 sterline annue e del mantenimento dei costumi musulmani nel posto. Sir Brooke accettò.
Brooke rimase sempre legato ad Hashim, che considerava il suo migliore alleato in Brunei, così come al suo braccio destro e patrigno Sura Negara Pengiran Anak Badaruddin, cui aveva regalato un anello con le proprie iniziali. Badaruddin però manteneva anche un ottimo legame con Saifuddin, in quanto risiedeva in Pahang e faceva da tramite tra il Brunei e il sultanato di Johor.
Per quanto riguarda l'ex leader ribelle, Datu Patinggi Ali, continuò a servire il suo nuovo signore come guerriero, e fu lui stesso a fronteggiare una nuova ribellione in Sarawak nel 1844, rimanendo ucciso insieme a ventinove seguaci dopo aver catturato una nave nemica sul fiume. Tutt’ora è considerato il primo eroe nazionale di Sarawak.

### La seconda crisi
Nel 1844 Brooke, Hashim e il generale Edward Blecher (capitano della flotta inglese in Malesia) fecero ritorno a Sarawak. Nel frattempo infatti, a causa di un colpo di stato nel palazzo reale, Muda Hashim era stato privato dei suoi privilegi e dei suoi titoli, venendo sostituito nell’ufficio di Bendahara (Primo Ministro) da Pengiran Usop, cugino di Saifuddin II.
L’intervento militare della flotta restaurò la situazione: Muda Hashim non solo fu riconfermato Bendahara ma ottenne anche di essere ricollocato come successore al trono del sultano, dopo Saifuddin. Temenggong Pengiran Anak Hashim, figlio del sultano, non poté accettare questa scelta e ordì un complotto per uccidere Muda Hashim.
All’estremo opposto Raja Brooke richiedeva una personalità potente di cui potersi fidare in Brunei, e per questo fece legittimare la nomina di Hashim a successore di Saifuddin II, poiché costui faceva al caso suo. Ottenne inoltre che la fortezza di Pulau Cermin fosse distrutta e che il sultanato cedesse il protettorato dell’isola di Labuan all’Impero Britannico, nel 1845, e un fiume strategico a Sarawak. Le cessioni furono rese possibili anche dall’ennesima rivolta scoppiata quello stesso anno presso le popolazioni indigene, supportata dalla nobiltà locale anti-Brunei.
Nel 1846 Raja Hashim venne assassinato, insieme alla sua famiglia, a Badaruddin e ad alcuni alti funzionari, probabilmente da fedeli congiurati dal figlio del sultano, Temenggong, o da qualche potente ribelle (forse Pengiran Usop su ordine del sultano stesso). Brooke, ferito per la perdita dell’alleato e per evitare ulteriori destabilizzazioni, ordinò allora all’Ammiraglio inglese Thomas Cochrane, capo dell’esercito britannico in Malesia ma a lui subordinato, di cingere d’assedio la Città del Brunei e darle fuoco in parte. Alla fine Saifuddin II fu costretto a fuggire e a firmare la resa.
Per commemorare la morte del Raja, vi è tuttora una via Jalan Muda Hashim in Città del Brunei.
Il sultano stesso provvide poi a concedere la totale indipendenza a Sarawak, riconoscendo Brooke come Raja indipendente, in cambio di una tassa di 1.000 sterline. Gli cedette inoltre Labuan, di cui egli divenne primo Governatore e Comandante in capo britannico, nonché console supremo del Borneo, nel 1847. La perdita dell'isola, "perla del Brunei" è ricordata con malinconia da Raja Mahkota nel celebre poema Syair Rakis. Per riallacciare i rapporti con le potenze estere, Saifuddin II strinse un patto commerciale con la Gran Bretagna nel 1847 e con gli Stati Uniti nel 1850, sul modello di quanto aveva fatto in passato suo zio Kanzul Alam.
Nel 1852 concesse la massima onorificenza di Pengiran Indera Mahkota o Pengiran Shahbandar a Raja Mahkota, richiamato in Brunei anche perché facesse da contrappeso al crescente potere di Raja Brooke in Sarawak (sarà però il suo successore, Abdul Momin, a conferirla ufficialmente quello stesso anno). Gli concesse inoltre il titolo, mai usato prima, di Consigliere del Sultanato, concedendogli grandi poteri per aiutarlo nella gestione dell'impero. Lo stesso Mahkota finirà però ucciso da una congiura nel 1858, mentre viaggiava verso la regione del Limbang per sedare una presunta rivolta, oppure per mano dei locali Bidayas.
Saifuddin II vide così l’inizio del declino del proprio impero a favore dei Raja di Sarawak; inoltre la sua salute deteriorò dopo la perdita di Labuan. Morì per cause naturali nel 1852, cedendo il Kris Si Naga e dunque il "supremo potere sul Borneo" a Pengiran Anak Muhammad Tajuddin, figlio di Jalilul I, ma questi rifiutò sperando di poterlo trasmettere al figlio. La cosa non fu possibile e toccò a Abdul Momin, nipote e coadiuvante di Saifuddin, sostituirlo come sultano, venendo incoronato nel 1852.
Suo figlio Hashim Jalilul Alam Aqamaddin diverrà a sua volta sultano nel 1885; curiosamente, costui era nipote sia di Raja Muda Hashim (da parte del padre) sia di Raja Indera Mahkota (in quanto figlio della sorella di sua madre, una Aqamaddin).